# Чайбаса
Чайбаса (англ. Chaibasa) — город и муниципалитет на юге индийского штата Джаркханд. Административный центр округа Западный Сингхбхум.

## География
Расположен примерно в 145 км к юго-востоку от столицы штата, города Ранчи, на высоте 221 м над уровнем моря.

## Население
Население города по данным переписи 2001 года насчитывало 63 615 человек, из них 33 686 мужчин (53 %) и 29 962 женщины (47 %). Уровень грамотности населения составлял 74 %, что выше, чем средний по стране показатель 59,5 %. 12 % населения составляли дети младше 6 лет.

## Экономика и транспорт
В Джинкпани, в 18 км к югу от Чайбасы, расположен завод по производству цемента. Ближайший крупный транспортный узел, Джамшедпур, расположен в 60 км к северо-востоку от Чайбасы. Имеется железнодорожное сообщение.